# Mozartplatz (Salzburg)

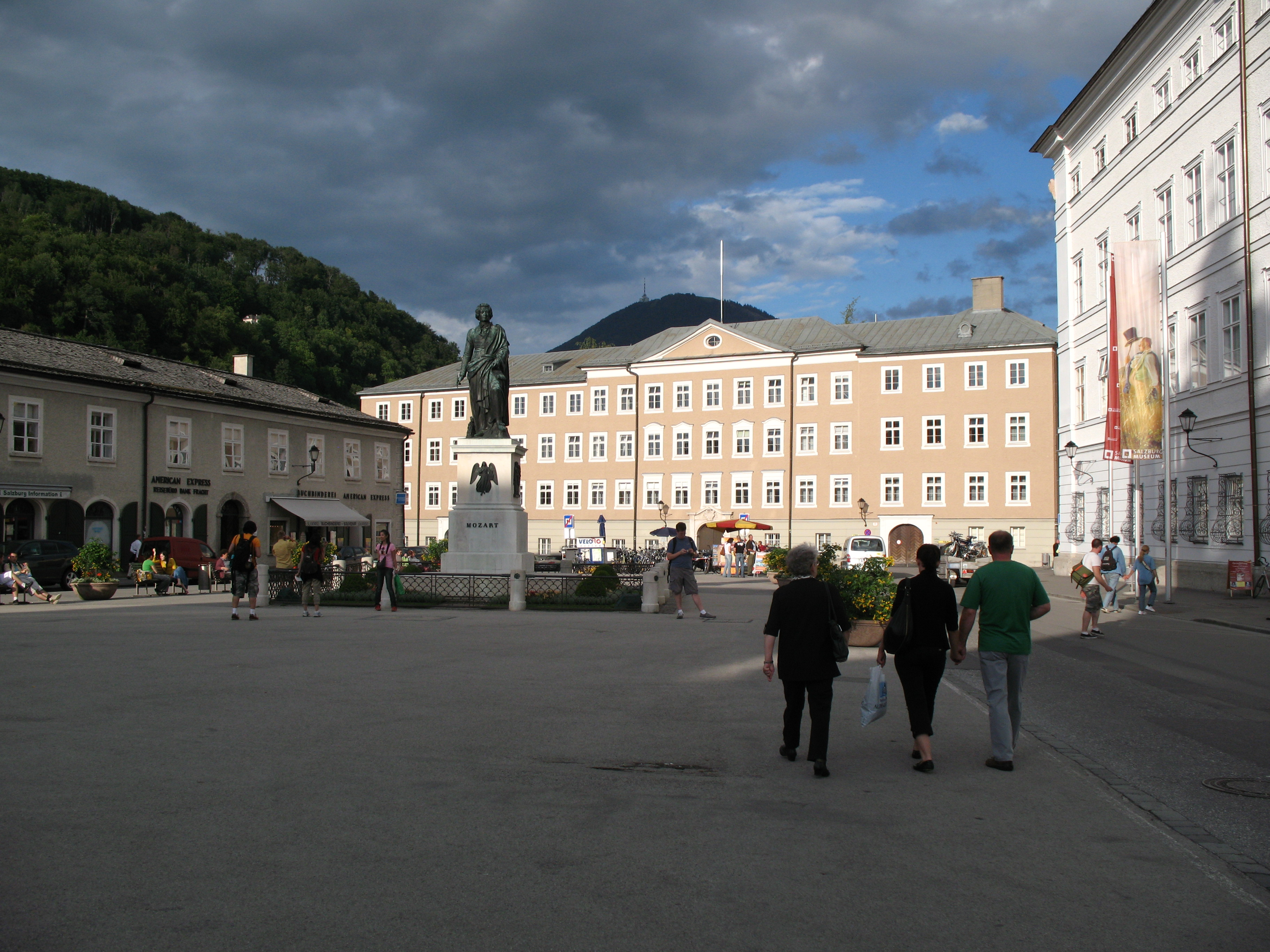
Mozartplatz

Der Mozartplatz in der österreichischen Stadt Salzburg ist ein nach dem Komponisten Wolfgang Amadeus Mozart benannter, repräsentativer rechteckiger Platz in der linken Altstadt nordöstlich angrenzend an den Residenzplatz. Auf dem Platz befinden sich seit 1842 das Mozartdenkmal sowie seit 2000 ein Denkmal an den Widerstand gegen die Errichtung der Wiederaufbereitungsanlage Wackersdorf in den 1980er Jahren. Das Haus Mozartplatz 1 ist die Neue Residenz, in dem heute das Salzburg Museum untergebracht ist. Einige weitere historische Bauten säumen den Platz. Der Mozartplatz war wiederholt Ort politischer Protestkundgebungen.

## Geschichte

### Entstehung
Der Platz entstand planmäßig 1588 durch den Abbruch verschiedener Bürgerhäuser unter Erzbischof Wolf Dietrich von Raitenau. Über den Platz verlief vom Universitätsplatz über den Alten Markt und den Residenzplatz die repräsentative Hauptverkehrsachse von West nach Ost, die mit dem späteren Bau des Sigmundstores zusätzliche Bedeutung erhielt. 1620 überließ Erzbischof Paris Lodron die Baugründe im Osten des Platzes dem Dombaumeister Santino Solari, die Gründe im Norden dem Hochfürstlichen Rat Friedrich von Rehlingen.
Der Platz hieß, als Ensemble mit der nächstgelegenen Michaelskirche auf dem Residenzplatz, ursprünglich Michaelsplatz, auf dem sich der Michaelsbrunnen mit einer Statue des Heiligen Michael befand. An der Nordostecke stand mit dem Michaelstor eines der zahlreichen Stadttore Salzburgs. 1849 wurde der Platz in Mozartplatz umbenannt.

### Schauplatz politischer Protestkundgebungen

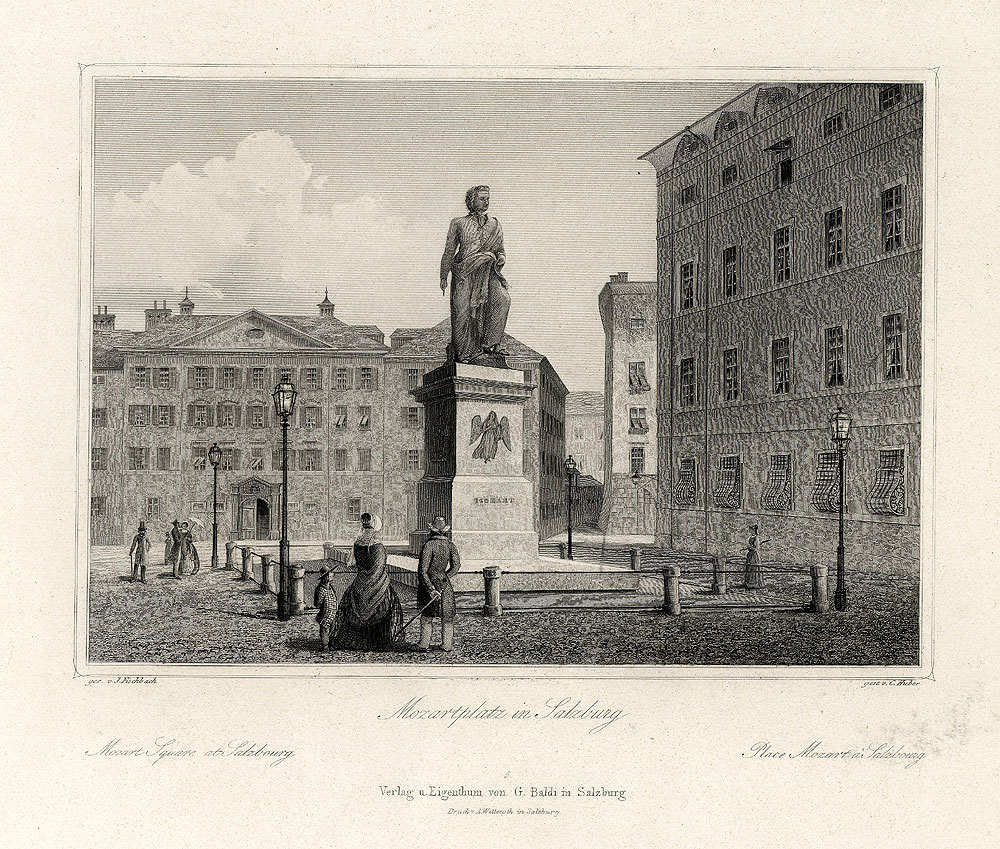
Mozartdenkmal 1852 (Lithografie)

Bereits die Errichtung des Mozartdenkmals 1842 erregte Aufsehen und in konservativen Kreisen große Empörung, da man mit dem Aufstellen der Statue des Komponisten den Heiligen entfernte und stattdessen ein „Götzenbild“ des „Musikanten Mozart“ errichtete. Mozart hatte Salzburg zudem 1781 endgültig verlassen. Dagegen sollte das Denkmal eines Bürgers die Abkehr von der jahrhundertelangen Beherrschung der Stadt durch Adel und Klerus symbolisieren und ein Ausdruck eines aufgeklärt-liberalen Bürgertums sein. So fand am Rande der Denkmalerrichtung die Gründung einer fortschrittlich-liberalen Burschenschaft statt; am Platz versammelte Studenten sangen damals in Österreich verbotene deutsche Freiheitslieder mit der Losung „Es lebe die Freiheit!“. Ein Jahr nach der Revolution von 1848 erfolgte dann auch die Umbenennung des Platzes.
Die bei den Aufständen nicht erreichten Ziele von freien, geheimen Wahlen und das allgemeine Wahlrecht wurden später zu Beginn des 20. Jahrhunderts vehement von der Sozialdemokratie eingefordert. So kam es am 28. November 1905 auf dem Mozartplatz zur bis dahin größten politischen Demonstration in Salzburg. Weitere Kundgebungen auf dem Platz im 20. Jahrhundert waren unter anderem mehrere Demonstrationen gegen Hunger und Not in den Jahren 1918, 1929 und in den 1940er Jahren sowie Demonstrationen gegen die US-amerikanische Politik in den 1970er Jahren.
Große Irritation und Empörung, die kurzzeitig die ganze Stadt bewegte, entstand 1991 durch die Verhüllung des Mozartdenkmals, eine Kunstaktion, die auf die Vermarktung Mozarts in der Stadt aufmerksam machen sollte und heftige Kontroversen auslöste.

## Bauwerke

### Neue Residenz
Das Gebäude Mozartplatz 1, das die gesamte Südseite des Platzes einnimmt, ist ein Trakt der Neuen Residenz. Der um 1602 fertiggestellte Bau war ursprünglich als Privatwohnraum der erzbischöflichen Familie gedacht, wurde dann aber der öffentlichen Verwaltung überlassen. Zuletzt waren Ämter der Salzburger Landesregierung darin untergebracht, und seit 2007 befindet sich dort das Salzburg Museum.

### Café Glockenspiel

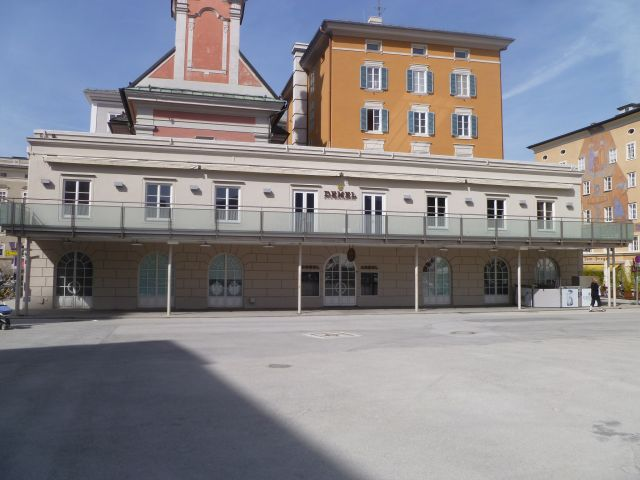
Haus Mozartplatz 2 2012, nach der Schließung des Café Demel

Das Haus Mozartplatz 2 ist ein aus den 1870er Jahren stammender, nur mit einem Obergeschoß versehener Anbau an das Gebäude Waagplatz 3. Es diente zuerst als Dependance des ehemaligen Oberklasse-Hotels Erzherzog Karl (Waagplatz 1); das Untergeschoß soll als Pferdestallung gedient haben. Danach war eine Eisenwarenhandlung im Gebäude untergebracht. Seit 1925 gibt es darin das Café Glockenspiel, benannt nach dem schräg gegenüber befindlichen Glockenspiel der Neuen Residenz. Von 2006 bis 2012 wurde es nach Verkauf unter der Bezeichnung Café Demel geführt und nach neuerlichem Verkauf seit 2015 wieder unter der alten Bezeichnung, allerdings in räumlich verkleinerter Form. Das Oberschoss des Gebäudes beherbergt seitdem eine um mehrere Objekte erweiterte private Krippensammlung, die als Salzburger Weihnachtsmuseum besichtigt werden kann.

### Stadtpalais Rehlingen (Antretterhaus)

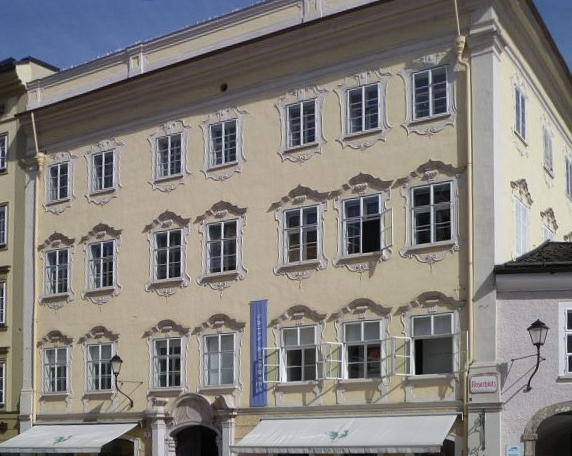
Haus Mozartplatz 4

Der gut gegliederte Bau (Mozartplatz 4) mit seinen zwei Höfen und dem reich gegliederten Korbbogenportal entstand in der Zeit zwischen dem 16. und 18. Jahrhundert. Die Fassaden mit den gekurvten Fensterumrahmungen stammen aus den Jahren um 1760. Die Portale aus Rotmarmor im ersten Stock des Hauses mit ihren Reliefmedaillons (Löwenköpfe, Porträts, Cäsarenkopf, Abbildungen von Storch, Pelikan und Phönix) sind bereits um 1550 gefertigt (das dortige Wappen des Eberl von Strasenegg trägt die Jahreszahl 1656). Dieses Haus ist das ehemalige Stadtpalais des Adelsgeschlechtes der Herren von Rehlingen, die hier bis 1765 ihren Wohnsitz hatten. Der Kanzler der Salzburger Landschaft und Hofkriegsrat Johann Ernst von Antretter und seine Frau Maria Anna kauften dieses Haus dann 1765. Die Familie Antretter war in der Folge eng mit Leopold Mozart und seiner Familie verbunden. Cajetan Antretter, der Sohn der Familie Antretter, war gemeinsam mit Wolfgang Amadeus Mozart Mitglied der Bölzlschützenkompanie. Die Tochter der Familie Antretter war die Schülerin von Maria Anna („Nannerl“) Mozart. Die Familie Antretter gab auch die bekannte Serenade für Orchester in D-Dur von Mozart (Antretter-Serenade, KV 185) in Auftrag.
Bemerkenswert ist auch die an die alte Stadtmauer angebaute, auch vom Rudolfskai aus gut sichtbare, Hauskapelle des früheren Adelssitzes, die mit zierlich umrahmten Rokokofenstern und einem Glockentürmchen samt Zwiebelhelm geschmückt ist. Im Antretterhaus war bis 2011 (neben Kanzleien verschiedener Rechtsanwälte) das Institut für Musikwissenschaft der Universität Salzburg untergebracht.

### Imhofstöckl

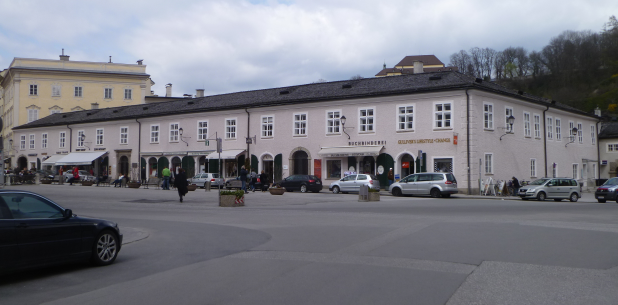
Imhofstöckl

An das Antretterhaus schließt das Imhofstöckl (Mozartplatz 5–7) an, das kurz vor 1620 als nur zweigeschoßiger Bau errichtet wurde. Das holzschindelgedeckte, schlichte langgestreckte Haus ist durch Korbbogenportale gegliedert und nur durch einen schmalen Innenhof von der alten Paris-Lodronschen Stadtmauer getrennt. Heute ist hier unter anderem die Kulturabteilung des Magistrats Salzburg untergebracht.

### Kanonikalhöfe

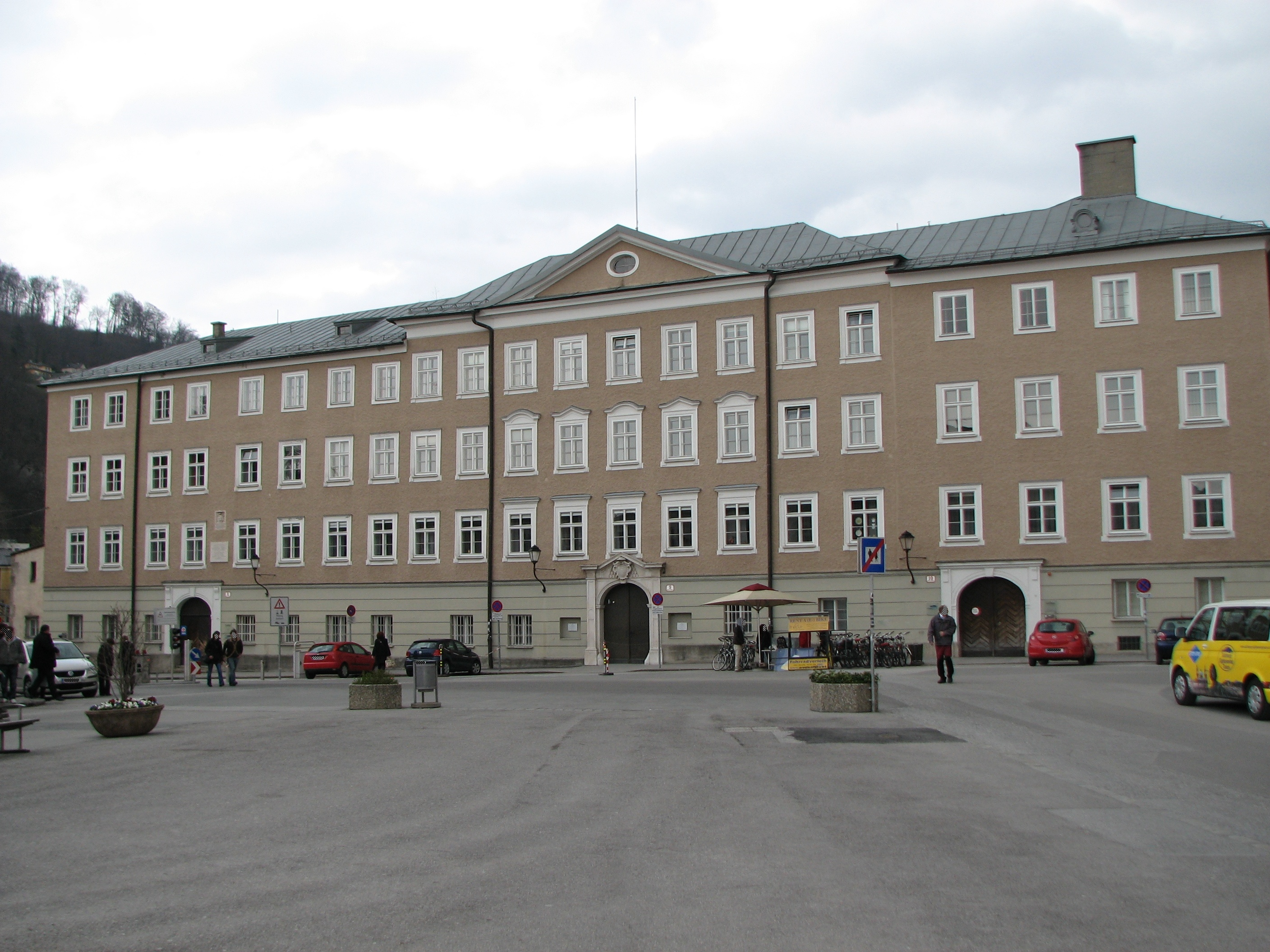
Kanonikalhöfe

Die drei Kanonikalhöfe (Häuser Mozartplatz 8, 9 und 10) besitzen eine einheitliche Fassade und stammen aus dem 17. Jahrhundert. Das Haus Nr. 9 trägt das Wappen von Fürsterzbischof Sigismund von Schrattenbach. Über dem nördlichen Seitenportal findet sich ein Wappen von Max Gandolf von Kuenburg samt Inschrift (1670). Nachdem der erste Eigentümer Santino Solari die errichteten Gebäude dem Domkapitel verkauft hatte, wohnten hier lange Zeit vor allem Domherren. Heute sind dort neben Wohnungen vor allem Amtsräume des Amtes der Salzburger Landesregierung und des Landesschulrates untergebracht.

## Denkmäler

### Mozartdenkmal

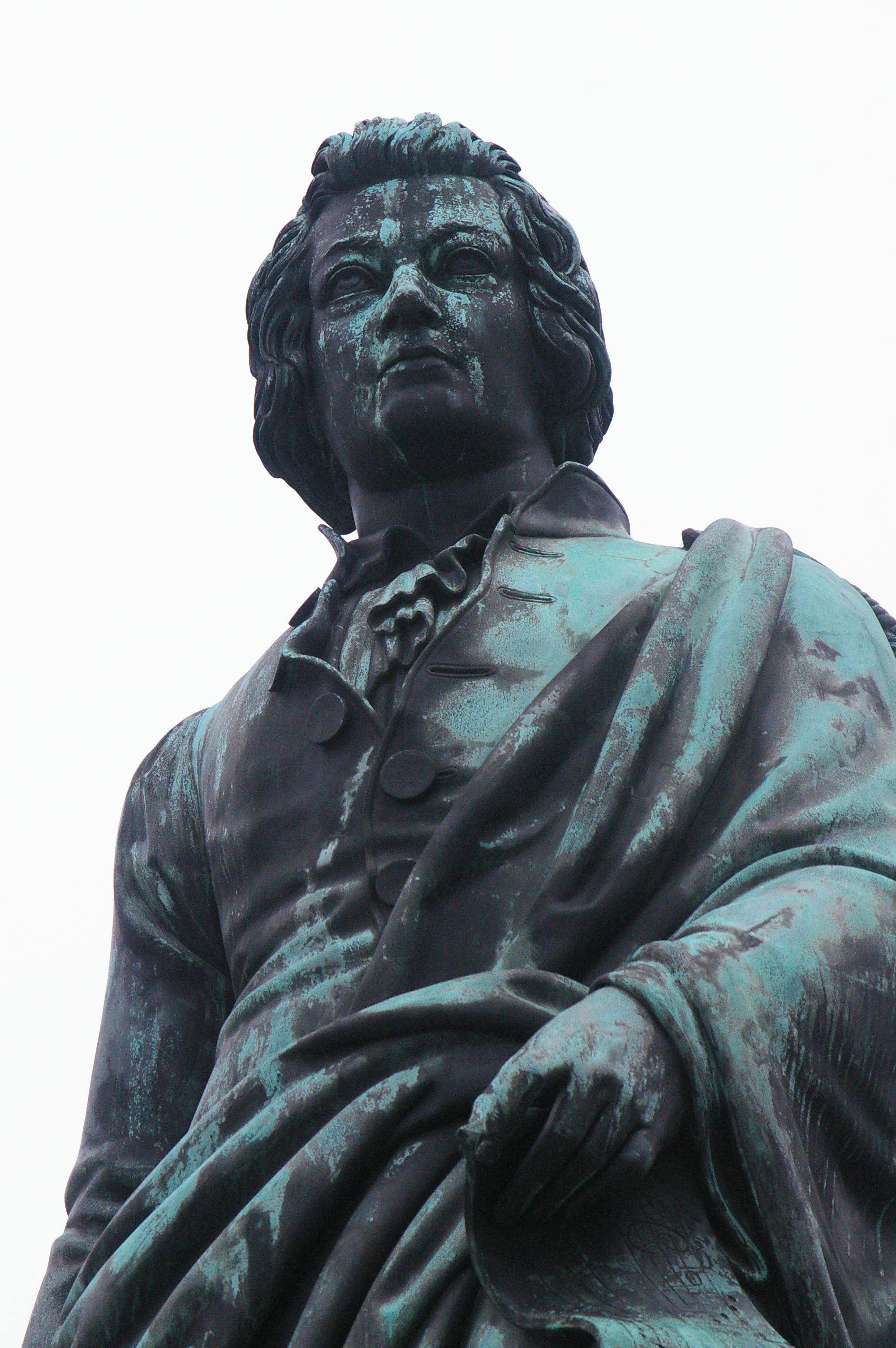
Mozart-Denkmal

1835 regte der aus Posen im heutigen Polen stammende Schriftsteller Julius Schilling ein Denkmal für den bis dahin in Salzburg recht unbekannten Mozart an. Maßgebliche Förderer im Ausland, so auch Bayernkönig Ludwig I., aber auch aus Wien unterstützten den Bau des Denkmals.
Von Ludwig Schwanthaler entworfen und von Johann Baptist Stiglmaier gegossen, wurde schließlich am 4. September 1842 im Beisein beider überlebender Söhne Mozarts, Franz Xaver und Carl Thomas, das Denkmal am ersten Tag eines mehrtägigen Festes feierlich enthüllt.
Im Rahmen des Gedenkjahrs zum 200. Geburtstag des Komponisten sorgte eine Aktion des Künstlers Anton Thuswaldner für Furore um das Denkmal. Die damals durchgeführte Einrüstung des Denkmals mittels Supermarkt-Einkaufswägen und die damit ausgedrückte Kritik an der herrschenden Vermarktung Mozarts in der Stadt entzweite in einem höchst emotional geführten Diskurs die Gemüter. Zudem wurde die Aktion medial für eine Kampagne gegen die damalige Kulturpolitik der Stadt vereinnahmt.

### WAA-Widerstands-Denkmal

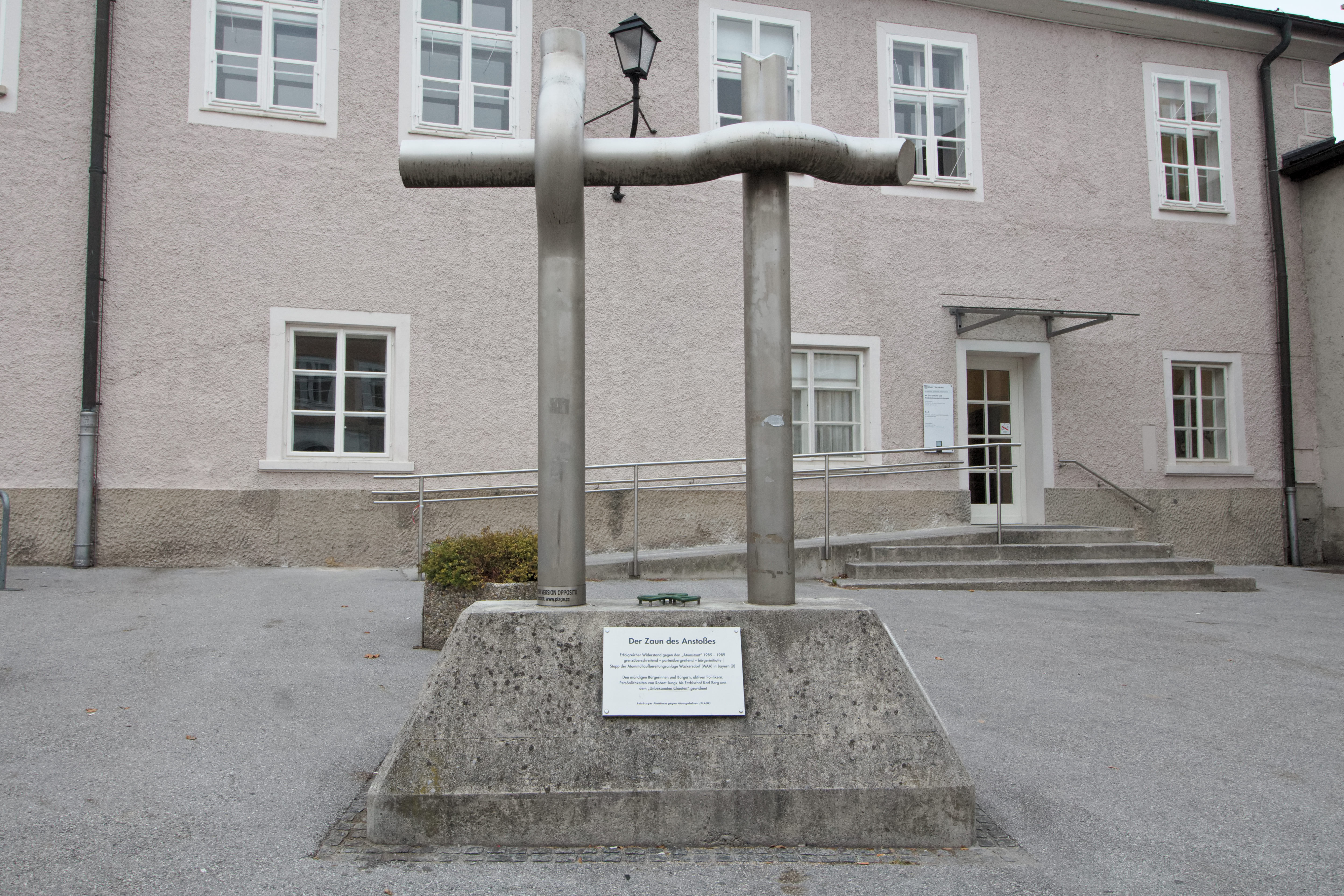
Widerstands-DenkMal – WAA-Bauzaun / Zaun des Anstoßes

Das Widerstands-DenkMal – WAA-Bauzaun bzw. der Zaun des Anstoßes erinnert an den laut Widmung grenzüberschreitenden Widerstand gegen die Wiederaufarbeitungsanlage Wackersdorf (WAA) in Bayern von 1985 bis 1989, der auch Salzburg erfasste. Es stellt in symbolischer Form ein Stück des Anlagenzaunes dar, den „Zaun des Anstoßes“. Das Denkmal wurde am 20. Juli 2000 zwischen Mozartsteg und Mozartplatz von der Salzburger Plattform gegen Atomgefahren (PLAGE) eingeweiht. Der künstlerische Entwurf von Thomas Neff wurde vom Bauhof der Stadt Salzburg umgesetzt. In ihm befindet sich ein grünes Strahlenwarnzeichen, hergestellt aus Originalteilen des Bauzauns um die WAA Wackersdorf. Das Denkmal ist laut Inschrift den mündigen Bürgerinnen und Bürgern, aktiven Politikern, Persönlichkeiten von Robert Jungk bis Erzbischof Karl Berg und dem „Unbekannten Chaoten“ gewidmet. Daneben erinnert es an je über 420.000 deutsche und österreichische Einwendungen, die laut Widmung halfen, das WAA-Projekt zu Fall zu bringen und den Beginn der österreichischen „Anti-Atom-Außenpolitik“ markierten.

### Gedenktafeln
- Mozartplatz 2 (südseitig): Gedenktafel für Georg Trakl (österreichischer Dichter)
- Mozartplatz 5: Gedenktafel für Theodor Herzl (österreichisch-ungarischer Schriftsteller, Publizist und Journalist, Begründer des Zionismus)
- Mozartplatz 7: Tafel zur Erinnerung an das Michaelstor (ehemaliges Stadttor)
- Mozartplatz 8: Gedenktafel für Konstanze Nissen (Ehefrau Mozarts)